# Атлетика на Летњим олимпијским играма 1904 — 200 метара за мушкарце
Дисциплина трчања на 200 метара за мушкарце, била је, други пут, једна од атлетских дисциплина на Олимпијским играма 1904. у Сент Луису. Одржано је 31. августа на равној стази на стадиону Франсис филд. За такмичење се пријавило 5 такмичара, из 2 земље.

## Земље учеснице
- САД (4)
- Канада(1)

## Рекорди пре почетка такмичења
| Најбољи резултат на свету | 21,4 • | Jim Maybury• | САД | Чикаго, САД      | 5. јун 1897.  |
| Олимпијски рекорд         | 21,2•• | Џон Туксбери | САД | Париз, Француска | 22. јул 1900. |

• = незванично

•• = резултат постигнут на стази чији је круг износио 500 метара (уместо 400)

## Освајачи медаља
|              |                  |                      |
| Арчи Хан САД | Нејт Картмел САД | Вилијам Хогенсон САД |

## Нови рекорди после завршетка такмичења
| Олимпијски рекорд | 21,6 | Арчи Хан | САД | Сент Луис, САД | 31. август 1904. |

## Резултати
Пошто је било пет такмичара, а у финалу су се такмичила морале су се одржасти квалификације, да би један од такмичара отпао. Такмичари су подељени у две групе једну са два, а другу са три такмичара. Последњи из друге групе требало је да отпадне. Предтакмичење и финале одржано је истог дана.

### Група 1
| Место | Атлетичар        | Време    | Напомене |
| ----- | ---------------- | -------- | -------- |
| 1     | Арчи Хан САД     | 22,2 =ОР | КВ       |
| 2     | Нејт Картмел САД |          | КВ       |

### Група 2
| Место | Атлетичар            | Време | Напомене |
| ----- | -------------------- | ----- | -------- |
| 1     | Вилијам Хогенсон САД | 22,8  | КВ       |
| 2     | Феј Молтон САД       |       | КВ       |
| 3     | Боби Кер Канада      |       |          |

### Финале
| Место | Атлетичар            | Резултат | Напомена |
| ----- | -------------------- | -------- | -------- |
|       | Арчи Хан САД         | 21,6     | ОР       |
|       | Нејт Картмел САД     | 21,9     |          |
|       | Вилијам Хогенсон САД |          |          |
| 4     | Феј Молтон САД       |          |          |